# Hajdúszoboszló (stacja kolejowa)
Hajdúszoboszló (węg. Hajdúszoboszló vasútállomás) – stacja kolejowa w Hajdúszoboszló, w komitacie Hajdú-Bihar, na Węgrzech. 
Stacja znajduje się na ważnej linii 100 Budapest – Cegléd – Szolnok – Debrecen – Nyíregyháza i obsługuje pociągi wszystkich kategorii. 

## Linie kolejowe
- Linia 100 Budapest – Cegléd – Szolnok – Debrecen – Nyíregyháza